# 龐斯福德 (明尼蘇達州)
龐斯福德（英語：Ponsford）是位於美國明尼蘇達州貝克縣卡森維爾鎮區的一個非建制地區。

## 地理
龐斯福德所處的海拔為高於海平面468米（即1535英呎），而該地所採用的時區為UTC-6，即北美中部時區（CST）。同時該地設有夏令時間，為UTC-6調快一小時，即UTC-5（CDT）。